# خرشنة مألوفة
الخرشنة المألوفة أو الخرشنة الشائعة (الاسم العلمي: Sterna hirundo) (بالإنجليزية: Common Tern)‏ هو نوع من الطيور يتبع جنس الخرشنة من الفصيلة النورسية.